# SN 1969G
SN 1969G – supernowa odkryta 13 kwietnia 1969 roku w galaktyce A123342+0553. W momencie odkrycia miała maksymalną jasność 18,00m.